# Quousque tandem...!
Quousque tandem…! es un libro escrito por el escultor vasco Jorge Oteiza (1908-2003). Escrito y publicado en 1963.

## Reseña
«Quousque tandem…! Ensayo de interpretación estética del alma vasca» El título proviene de la frase ¿Hasta cuándo abusarás, Catilina, de nuestra paciencia? (Quo usque tandem abutere, Catilina, patientia nostra?), íncipit del primer discurso pronunciado por Cicerón contra Lucio Sergio Catilina, político romano acusado de conspirar contra la República.
Escrito en 1963 (cuatro años después de que el autor abandonara su práctica escultórica por considerarla concluida), es uno de sus libros más importantes, siendo sin lugar a dudas un hito en el panorama cultural vasco de su tiempo y de las siguientes generaciones, contribuyendo fuertemente al proceso de reconstrucción cultural y artístico del País Vasco que tuvo lugar durante las décadas de 1960 y 1970, época de cambio y ruptura de paradigmas que el libro analiza agudamente. Prueba de ello son las múltiples ediciones de la obra, habiendo sido realizada la última hasta la fecha en 2009 por la editorial Pamiela, además de la edición crítica publicada por la Fundación Museo Oteiza en 2007.

### Numeración y tipos de lectura
Una cuestión estructuralmente reseñable del libro es el hecho de no estar paginado. Las hojas que componen la obra carecen de una marca numérica que pudiera forzar una lectura secuencial en función de la sucesión ordenada de las páginas. El libro se trata de una compilación de textos individuales, en los cuales el sentido no se estructura de manera lineal sino que se va entretejiendo de una manera rizomática en la que continuamente se dejan asuntos y temas para ser retomados posteriormente. En ciertas ediciones tardías, incluso, el libro se presenta lleno de tachones, anotaciones marginales, especificaciones escritas a mano por el autor. Este modo de estructurarlo hace necesario un replanteamiento de su lectura, aspecto que el autor aborda proponiendo diferentes modelos para quien lee, manifiestos en el apartado Destina de la numeración marginal, con un texto titulado lectura como estatua:
- Modelo de lectura A: Lectura normal.
- Modelo de lectura B: El autor propone a quien lee seguir el impulso de lo que le llama la atención en el transcurso de la lectura, sin preocuparse por retomar después el curso de lo que deja atrás.
- Modelo de lectura C: Lectura temática, siguiendo un orden de afinidad según el nombre de cada apartado.
- Modelo de lectura D: Sugiere una lectura normal tras haber leído las entradillas CERO, LEY DE LOS CAMBIOS DE LA EXPRESIÓN y CROMLECH en el índice final.[2]

### Diferentes ediciones y sus especificidades estructurales.
A lo largo de su historia el libro ha sido editado en numerosas ocasiones debido a la gran influencia que ha tenido durante décadas para varias generaciones de artistas, desde los años sesenta hasta la actualidad. En total y hasta la fecha se han publicado seis ediciones: la primera, en el año 1963 a cargo de la editorial Auñamendi. La segunda, que vio la luz en 1970, fue a cargo de la editorial Txertoa. Las tercera y cuarta ediciones, en 1975 y 1983 respectivamente, fueron publicadas por la editorial Hordago. Finalmente, las tres últimas ediciones, en los años 1993, 1994 (segunda reimpresión de la quinta edición) y 2009 respectivamente, fueron labor de la editorial navarra Pamiela. Además, la Fundación Museo Oteiza publicó una edición crítica en 2007 de carácter bilingüe (en castellano y euskera). Toda esta vorágine de ediciones ha ido propiciando, también, que el libro vaya cambiando de forma, moldeándose con una serie de añadidos textuales a modo de prólogos e incluso correcciones manuscritas hechas por el propio autor sobre las páginas mecanografiadas. Dichas anotaciones aparecen en varias ediciones conservando la naturaleza y espontaneidad del trazo del autor, que subraya y tacha para enfatizar o modificar lo expuesto.

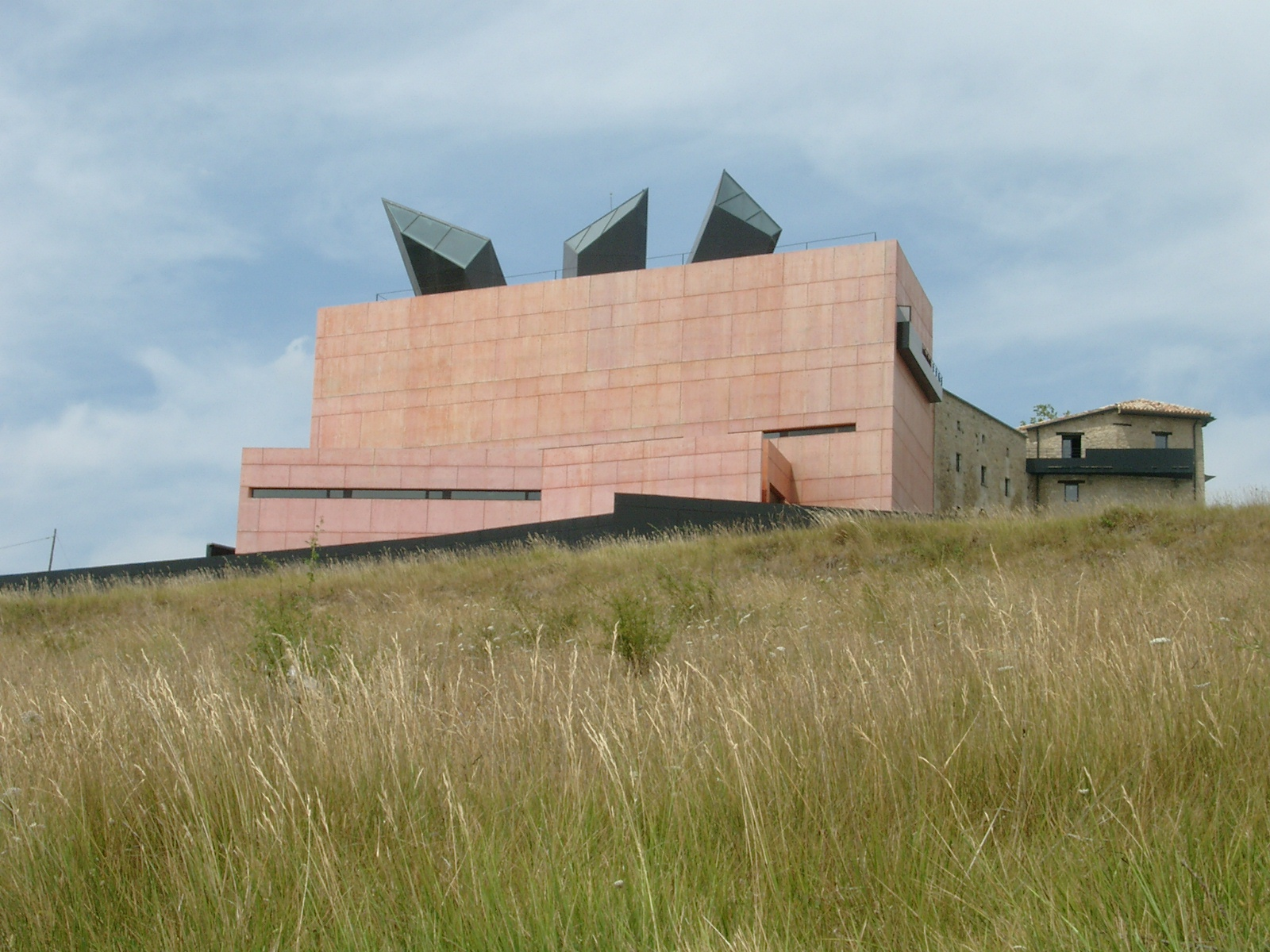
La Fundación Museo Oteiza, en Alzuza, Navarra, responsable de la edición crítica bilingüe de «Quosque Tandem…! Ensayo de interpretación estética del alma vasca», publicada en 2007.

Las diferentes ediciones se caracterizan también por la adjunción de múltiples anexos, a modo de introducción, que, con el tiempo, se van solapando unos a otros de forma que se puede ir entretejiendo la multiplicidad de sentidos, interpretaciones, y formas de enfrentarse a la obra y su implicación a lo largo del tiempo, que el artista iba percibiendo y expresando en dichas notas. Así distinguiríamos (particularmente en la 6.ª edición, editorial Pamiela, 2009) una NOTA DE LA SEGUNDA EDICIÓN, en la que se manifiesta en tono hostil hacia la situación cultural y artística de su entorno, reivindicando el resurgimiento cultural del arte vasco y manifestándose dolido por las cortapisas de la censura hacia su libro Ejercicios espirituales en un túnel (1966), en el que concluye muchas de las reflexiones desarrolladas en Quousque Tandem…!. En su NOTA PARA LA TERCERA EDICIÓN, escrita en su llegada a Alzuza –Navarra- en 1975 (lugar donde se establecerá), muestra su confianza en dicha provincia ante el decaimiento cultural y espiritual del País Vasco, considerándola esencia de las raíces vascas y exponiendo su potencial de ser el motor de la recuperación cultural vasca. En su NOTA con resentimientos PARA ESTA CUARTA EDICIÓN, se muestra muy esquivo ante la política cultural del Gobierno Vasco, criticándola constantemente y reivindicando su propio papel como adalid en el reclamo de mejoras que pudieran hacer resucitar la situación del País Vasco, considerándola tradicionalmente reaccionaria, e impulsando el papel del arte en la vida social y política. Para ello propone ideas dispares como la creación de un Ministerio autónomo de arte vasco a la par que critica el estudio de la lengua vasca vaciada de contenido cultural, sólo desde parámetros lingüísticos.
Además de las notas preliminares para cada edición, conservadas en versiones posteriores, es reseñable la cantidad de anexos de muy diversa naturaleza que complementan el libro y caracterizan su estructura quebrada y múltiple. En la nota OTEIZA ABANDONA EL PAÍS VASCO, escrita por el propio autor, se muestra especialmente dolido con el País Vasco y Navarra y muy agitado ante la desatención dada al impulso del movimiento cultural local frente al Museo Guggenheim, a la par de no ocultar una desesperanza y desinterés por el sostenimiento de su proyecto de revitalización cultural. Sólo deja dibujadas, en este sentido, dos propuestas que, considera, son la esperanza para el renacimiento e impulso de la situación cultural vasca: IKERTZE – Laboratorios ARTENIÑO, e IKASPILOTA.
Para encabezar toda la serie de anexos y anotaciones se coloca el reseñado y polémico PRÓLOGO A ESTE LIBRO YA INÚTIL EN CULTURA VASCA TRAICIONADA, escrito de forma vigorosa y en un tono muy exaltado, en el que Oteiza manifiesta un temperamento vital en defensa de su obra y haciendo un enfrentamiento frontal a todos los factores que, por diversas causas, impidieron la puesta en práctica de sus propuestas en el plano social y urbano. Escrito de modo experimental, combinando imágenes con texto en diferentes tamaños y tipografías e intercalando dos artículos de prensa (PEREZ, Lamberto. OTEIZA, EL HOMBRE DEL NOROESTE. y OTEIZA, LAS ARMAS. Navarra Hoy. 18-2-93 y 21-10-93 respectivamente), se trata de una vibrante reivindicación de su obra.   
Importante es también, en este sentido, colocado al final a modo de herramienta de apoyo para la comprensión de la obra pero también de conceptos propios del saber del arte, el BREVE DICCIONARIO CRÍTICO COMPARADO DEL ARTE PREHISTÓRICO Y EL ARTE ACTUAL: se trata de un glosario de términos seleccionados que el artista maneja durante todo Quousque Tandem…!, en pos de una mayor facilidad en su entendimiento.

### Conceptos principales

#### Alma
El tema del alma ocupa a Oteiza durante gran parte de la obra, en su énfasis por indagar en las raíces del arte, en concreto del tipo y las características principales de las producciones artísticas que él mismo identifica como propias del pueblo vasco. Según señala, la raíz de ese tipo de arte, propio y diferenciado, de esa impronta que lo caracteriza, viene influenciada por una situación especial propia de su pueblo: la tenencia de dos almas. Oteiza utiliza esta metáfora de la doble alma para referirse a las dos herencias que identifica en la cultura y el individuo vasco: por un lado, un alma tardía, propia de la herencia latina del País Vasco, que hace al individuo vasco tener nexos con otros individuos de España y lo identifica también como español. Por otro lado, un alma primigenia de carácter pre indoeuropeo, cuya formación es muy anterior a la romanización del territorio vasco, y que es la propia y más característica de los habitantes del territorio vasco, la que configura su diferencia y construye su carácter, siendo en cambio la primera la más reconocida abiertamente, incluso por parte de individuos del citado pueblo. Para ilustrar esta idea, Oteiza utiliza ejemplos de la más diversa índole, estableciendo así un análisis del temperamento vasco cuyo origen es la citada alma primigenia pre indoeuropea: desde las costumbres del campesino vasco frente al campesino castellano, hasta la forma de colocarse la boina del vasco frente a otros pueblos o del capitalino frente al habitante rural. Esta alma primigenia, genuina en el vasco, según Oteiza, no titubea, es inminentemente irracional, aguda, rápida, espontánea por naturaleza. Este análisis del temperamento vasco en las costumbres populares así como en las creaciones artísticas llevará a Oteiza a perfilar lo que denomina estilo vasco cuya génesis, señalará y justificará, está en el crómlech pirenaico.

#### Crómlech
En Quosque Tandem…! Oteiza hace especial hincapié en el análisis del crómlech (construcción megalítica de carácter funerario erigida en el tiempo comprendido entre finales del Neolítico y la Edad del Bronce, formada por piedras planas colocadas en círculo) neolítico como espacio psicológico originario de una experiencia identificadora, creadora de sujeto que ante el vacío interno de la estructura se encuentra a sí mismo y se reconoce en unión con Dios ante la muerte, siendo este carácter subjetivante el motor de la identificación colectiva. Se preocupó, particularmente, por los crómlech presentes en la zona pirenaica de Navarra, como es el caso del crómlech de Agiña. Dichos crómlech tienen una particularidad que los distingue de otras construcciones del mismo tipo presentes en lugares como Bretaña o Inglaterra: son microlíticos, están formados por circunferencias mucho más pequeñas, que no superan los cuatro o cinco metros de diámetro. Su pequeño tamaño propicia una experiencia más íntima e individual, y es en ellos, según el autor, donde surge una consciencia propia de sujeto colocado en el tiempo. Su pequeño tamaño es característico, según Oteiza, de la austeridad propia del carácter del individuo vasco, ya que es justamente en el crómlech donde se forja esa alma primigenia pre indoeuropea que caracteriza la impronta del estilo vasco.
“Nosotros creemos que el vasco del crómlech neolítico transforma el paisaje, lo reduce a la escala espiritual del hombre, que antes no tenía. Gana un alma nueva.”
OTEIZA, Jorge.

#### Ciudad
Una vez terminada su producción artística en el terreno práctico de la escultura por haber llegado a su fase conclusiva, los intereses y reflexiones de Oteiza se centran en el estudio y la crítica actualizada de la sociedad, la cultura, la lengua y la ciudad, y el trabajo en pos de ellas. Cuando el arte, para Oteiza, concluye, ve necesario trasladar su esfuerzo al campo más amplio del espacio social y las relaciones humanas. 
“[…] por muy personal que el artista sea o crea haber llegado a ser, está contestando a la pregunta que todos nos hacemos (qué es el hombre?) y con los mismos datos de la vida de todos y las mismas experiencias, o muy semejantes. Todos somos idénticos, todos somos artistas: el que profesionalmente lo es y vive como artista, está viviendo con la vida de todos (insisto), con las preocupaciones más íntimas y espirituales de todos y para servir con sus averiguaciones a los demás”. 
OTEIZA, Jorge.
Pone gran énfasis en la ciudad como núcleo social donde el ser humano encuentra su desarrollo cultural y espiritual gracias a los avances técnicos y urbanísticos, que tienen que ser enfocados, según señala, desde criterios estéticos. La ciudad, según Oteiza, como tejido de relaciones para el desarrollo personal y social, debe ser construida y estructurada desde y para el impulso de la Estética (el saber, según el autor, que encuentra el punto común entre todos los demás saberes, el lugar en el que estos confluyen y se articulan). Prueba de ello en Quosque Tandem…! es el subtítulo que completa la segunda parte y que engloba las preocupaciones y asuntos que ocuparán a Oteiza en gran parte del libro: EL ARTE HOY, LA CIUDAD Y EL HOMBRE. Con este subtítulo de la segunda y principal parte de la obra, Oteiza engloba el carácter de sus reflexiones, elevadas a un plano más global y social. 
En 1957, Oteiza se traslada a Irún a vivir junto al también escultor Néstor Basterretxea en una casa-taller diseñada por este último. Allí escribirá diferentes textos, compilados en Quosque Tandem…!, en los que reflexiona sobre aspectos referentes tanto genéricamente a la ciudad como al caso concreto de Irún en tanto que su entorno más próximo en aquel momento, así como a las implicaciones y responsabilidades de ser miembro de una sociedad y parte de una comunidad: en este sentido, hace apelación expresa a Guipúzcoa y sus habitantes. Por ejemplo, en el texto DE UN PUEBLO GIPUZCOANO A OTRO (numeración 154) hace una crítica a la vida cultural donostiarra, a la que acusa de mediocre y despreocupada, impropia de una capital. También en este texto hace un alegato a la unión de fuerzas de los artistas de Guipúzcoa para tomar las riendas de la recuperación cultural de la provincia, reforzando la comunicación y el compromiso y fomentando la creación de una Casa de Cultura para el Bidasoa que sirva también de ejemplo para otras zonas del País Vasco. En QUÉ ES SER HOMBRE EN GUIPÚZCOA? (numeración 158) reivindica Oteiza como respuesta a esta pregunta trascendental la más básica y, para él, obviada de todas las respuestas: ser guipuzcoano. Con ello hace una reivindicación de la consciencia colectiva de una comunidad a escala humana, una identificación del individuo guipuzcoano en su entorno primero y más próximo, en el que se relaciona y sobre el que debe actuar y definir su carácter. En los textos BANDA DE MÚSICA, INCULTURA MUSICAL (numeración 162) y CON MI MÚSICA A OTRA PARTE (numeración 165), Oteiza hace una dura crítica a la política cultural relativa a la música en los pueblos guipuzcoanos, criticando la subvención con dinero público de las bandas de música y considerando que dichas agrupaciones sólo contribuyen al estancamiento cultural y a frenar el progreso que por aquel entonces empezaban a brindar los dispositivos tecnológicos de grabación y reproducción. Como alternativa, Oteiza propone la creación de unidades móviles provistas de una fonoteca y medios electrónicos de reproducción de discos, que vayan recorriendo cada uno de los barrios de ciudades y pueblos, acercando así a la par las nuevas tendencias musicales y los nuevos recursos para la escucha de música a los habitantes de la provincia.

#### Conclusión del Arte
Cuatro años antes de escribir el libro, Oteiza había abandonado su práctica escultórica por considerarla concluida. Con concluida, término que Oteiza reitera al referirse al arte y a su obra, se refiere al hecho de haber llegado al propósito último de su quehacer artístico, a exprimirlo completamente. Para Oteiza, el arte no es un quehacer eterno sino una actividad en pos de la autonomía espiritual del individuo, punto al que afirma haber llegado cuando en 1959 deja de obrar en escultura, tras razonar que ya no le es necesaria ni a él ni a su entorno. Ya en su libro El final del arte contemporáneo manifiesta su concusión experimental respecto a la escultura, y en Quousque Tandem…! desarrolla esta cuestión (que luego desarrollará en su libro La ley de los cambios, realizando un análisis de las etapas o fases artísticas, que para el autor concluyen siempre en una Nada final afirmativa, conclusión positiva, que Oteiza reconoce, en el libro, en diferentes ejemplos a lo largo de la historia del arte como el crómlech vasco o la pintura de Velázquez.  
“Puedo afirmar y afirmo ahora: Que el arte consiste, en toda época y en cualquier lugar, en un proceso integrador, religador, del hombre y su realidad, que parte siempre de una nada que es nada y concluye en otra Nada que es Todo, un Absoluto, como respuesta límite y solución espiritual de la existencia.”
OTEIZA, Jorge.

#### Estética Negativa
El concepto de estética negativa es una de las ideas más importantes expuestas en la obra, así como una piedra angular a la hora de entender el pensamiento y el modo de trabajar de Jorge Oteiza. El autor se refiere, con esa expresión, a un modo de trabajo en el obrar artístico, teológico, político o de cualquier otro saber, en el cual se va procediendo por una serie de eliminaciones, de negaciones, de supresiones estructurales hasta llegar a la esencia, a ese vacío que, más que ser una negación, es una afirmación en tanto que conclusión positiva: 
“Aquí el término negativo (estética negativa, teología negativa, política, digamos, negativa) se refiere al procedimiento de actuar creadoramente por sucesivas negaciones, en una serie progresiva de eliminaciones, fenomenológicamente, reduciendo entre paréntesis todo aquello que debemos apartar para aislar el objeto verdadero o la acción que perseguimos. Así, sabemos de la teología de los místicos, que alcanza por una serie de eliminaciones, de nadas, esa Nada final (en San Juan de la Cruz) en que se entra en descubrimiento directo y en contacto, en comunión, con Dios.
El arte está entrando en una zona de silencio (yo terminé en un espacio negativo, en un espacio solo y vacío). En esta Nada el hombre se afirma en su ser”. 
OTEIZA, Jorge.

#### Estilo Vasco
A lo largo de todo Quousque Tandem...!, Oteiza intenta perfilar la materialización de la especificidad cultural e histórica del pueblo vasco en un denominado estilo vasco. Esta materialización del modo de comportarse, enfrentarse al mundo, obrar en el arte, relacionarse con los demás y reflexionar sobre uno mismo en el tipo vasco es, para el autor, un rasgo característico de su pueblo. Oteiza afirma que para que un estilo pueda ser definido y reconocido como tal tiene que instaurarse la conclusión final de todo el proceso que caracteriza una fase artística, cultural, etc., como así expresa en su libro La ley de los cambios. Sin esta conclusión –que es una Nada trascendental como respuesta afirmativa-, el estilo aparece disgregado, endeble, difuso y no identificado como tal. En la prehistoria de la zona vasca hay un hito que, para Oteiza, es la prueba fehaciente de la llegada del pueblo vasco a la fase conclusiva del desarrollo cultural y artístico: el crómlech pirenaico. La construcción vacía microlítica que, según señala el escultor, es la conclusión en una Nada-vacío trascendental del arte prehistórico europeo. La llegada a esta conclusión, según comenta, es lo que origina la forma definida y propia del estilo vasco, lo que define la forma en la que el individuo de su pueblo se enfrenta al mundo.
“Antes el estilo era y no era el hombre, porque el estilo era y no era (estaba dentro del arte sin concluir). Pero en la tradición vasca hay un estilo que es, porque procede de un arte que se ha logrado concluir ya en el neolítico. El vasco es un estilo, todo lo que hace responde a un mismo y personal estilo. Todo lo que olvida o destruye en sí mismo, debilita su estilo. Como hombre, desconociendo su estilo, se aparta de sí”. 
OTEIZA, Jorge.
Oteiza se encarga en toda la obra de perfilar este estilo, siendo una intención que impregna en mayor o menor medida todas sus reflexiones expuestas, pero también deja bien claras una serie de características muy concretas propias de dicho modo de ser y actuar frente al mundo: atracción por los espacios vacíos, consciencia colectiva fundamentada en una confianza individual y un dominio de la soledad, carácter irracional, agudo, estilo libre, vital, no simétrico ni razonado geométricamente. Con estas caracterizaciones Oteiza alude al estilo vasco como interiorización interna y existencial del desorden externo, frente a la exteriorización del razonamiento interno propia de los estilos de tradición latina. Para establecer una diferenciación y caracterización del modo de hacer vasco, Oteiza utiliza ejemplos de la más diversa índole, realizando un análisis muy personal a cuestiones tan dispares como la vestimenta, las costumbres, el saludo o el lenguaje. 
La cuestión del estilo vasco es ejemplificada en una serie de casos concretos, justificados, en los que se señalan los rasgos identificativos de la obra de ciertos artistas, cuyo estilo Oteiza no duda en caracterizar como vasco o no vasco. Así, por ejemplo, sentencia que el santo Ignacio de Loyola no tenía carácter ni tipo de santidad vasca, ya que su religiosidad estaba basada en la tradición latina, trágica y sentimental, mientras que, por el contrario, el santo Miguel Garicoïts sí tenía un carácter y tipo de santidad típicamente vasca, pues vivía la religiosidad desde un sentido más vitalista, más interiorizado, más natural. Asimismo, al hablar del pintor Zuloaga, no duda en afirmar que no era un pintor vasco por quedarse en una superficialidad mercantilista seguidora de la tradición. Ve en Baroja el prototipo de creador e individuo vasco, ya que en su estilo no hay rastro del sentimiento trágico propio de la tradición latina, un sentimiento trágico de la existencia, según Oteiza, curado ya en la herencia cultural vasca por la llegada a esa conclusión en el crómlech neolítico de la Nada como afirmación vital. Respecto a Unamuno, por ejemplo, Oteiza hace una curiosa diferenciación: no lo considera un pensador vasco, aunque sí considera vasca su forma de pensar. La razón de esto es que, cuando escribe, parece estar hablando del mismo sentimiento de identificación individual generadora de sujeto y al mismo tiempo de una consciencia colectiva, que la generada en el crómlech vasco, pero siempre utilizado a Castilla y a toda España en conjunto como ejemplo, desde una falta de consciencia de que es el crómlech la estructura que materializa el periodo de conclusión del temperamento vasco. Hay un artista, que Oteiza alabará y admirará durante toda su vida, al que atribuye todas las características y la impronta de un artista vasco, a pesar de no haber sido vasco: Diego de Velázquez. Ve en la pintura de Velázquez un manejo magistral de ciertos recursos que identifica como propios del artista e individuo vasco, como una tendencia y atracción muy fuerte hacia los amplios espacios en los que la figura se identifica en medio de un vacío.  
El bertsolari
El ejemplo que Oteiza caracteriza como más puro y genuino del estilo vasco es la figura del bertsolari. Para el autor, el bertsolari (intérprete de versos cantados de forma improvisada en euskera, práctica con gran tradición en el País Vasco) tiene el estilo vasco interiorizado como ningún otro creador de su pueblo, es el ejemplo vivo de la pureza y conservación de este estilo. En la improvisación propia del bertsolari ve precisamente el impulso creador abrupto, agudo, irracional, con una coherencia temporal, diferente a la forma latina de estructurar el verso poético, con una métrica estructurada de forma racional y una coherencia más visual. Más allá de la supuesta inestabilidad del verso quebrado del bertsolari se esconde, para Oteiza, una gran encarnación del estilo vasco: irregularidad rítmica sostenida por una firmeza estructural, naturalidad, determinación vitalista e impulsiva, etc.

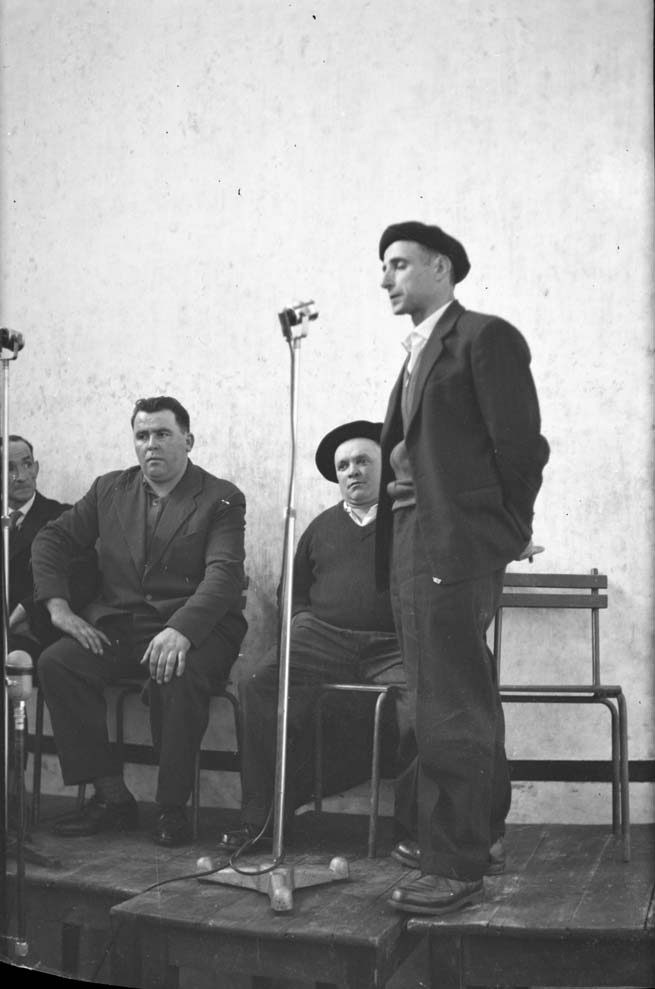
De pie, el bertsolari Xalbador, con quien Oteiza tuvo un encuentro en la revista Zeruko Argia en 1974.

#### Euskera
El autor ve en el euskera, en su naturaleza primigenia, en su estructura gramatical y semántica, la esencia del estilo vasco. Un estilo en el que el sentido no se desarrolla de modo lineal sino que se va entretejiendo de forma quebrada, irregular, para conformar un significado sólido. Esta identificación del euskera con el estilo vasco llevará a Oteiza, a lo largo de todo Quousque Tandem…!, a realizar consideraciones de carácter lingüístico, reconociendo no ser un iniciado en el tema, en las que reflexiona para sí mismo o pregunta a expertos de la lengua vasca sobre la posibilidad y veracidad de las relaciones entre las partículas del vocabulario vasco y la estructura de su construcción de sentido con el desarrollo cultural y artístico del pueblo vasco, culminado en el crómlech. 
“ugarka = depósito de agua (?), ubildu = fluir, galdu = perder, 
abo = boca (hueco-crómlech?, aha = padre
zori = suerte, zorion = felicidad
gura= deseo, como deseo espiritual (gu-arro), voluntad espiritual, anhelo religioso (?)
go-go = espíritu, en qué relación con gu-gu (nosotros – nosotros)”.
OTEIZA, Jorge.
Por otra parte, Oteiza también enfatiza que esta relación entre el euskera y el temperamento vasco, propia de las raíces primigenias de esta lengua, se ha venido corrompiendo históricamente, hasta el punto de romperse dicha relación originaria. Para el autor, en la actualidad, el uso del euskera no implica en absoluto la interiorización del estilo vasco, ya que el idioma vasco ha venido siendo víctima de un proceso de aculturación que lo ha desnudado de su herencia más íntima. Este proceso, como señala a lo largo del libro, se ha venido conformando por una pérdida del sentido primero de la lengua y de la consciencia de su tenencia: la pertenencia a un pueblo. Oteiza llega a afirmar, incluso, que en el País Vasco se estudia y enseña el euskera como si fuera una lengua extranjera. Por ello, considera que el estilo vasco es un asunto independiente a cuál sea el código de su transmisión, estando por ello así presente en las manifestaciones artísticas no lingüísticas y no necesaria y forzosamente en la literatura escrita en euskera. 
“El euskera como herramienta del pensamiento vasco se ha atrofiado porque dejamos hace tiempo de pensar por nosotros mismos. El escritor vasco ha perdido literariamente su estilo vasco, que se debió haber conservado aún no escribiendo en vasco. Los artistas y escritores y poetas vascos, perdieron hace mucho tiempo su estilo, perdieron su propio oído interior. Nuestro estilo literario se presta a ser definido perfectamente en la tradición de nuestra lengua oral, en la poética del bertsolari y, sin embargo, no está en nuestra tradición escrita. Nuestro poeta popular aprende en su memoria que es donde encuentra el estilo culto de la cultura superior que produjo su idioma y definió su estilo. Pero nuestro escritor que ha escrito “cultamente” lo ha hecho copiando una estética clasicista y contraria prestada desde el francés y el castellano. No tenemos escritores vascos, porque no es suficiente escribir en vasco, porque ni el propio idioma vasco se salva no escribiendo, no creando, no pensando, con estilo vasco. Solamente el bertsolari toma espontáneamente (comprende por instinto poético) el euskera como la herramienta justamente diseñada para su ejercicio en exacta ecuación creadora”.
OTEIZA, Jorge.